# 全国国公立幼稚園長会
全国国公立幼稚園長会（ぜんこくこっこうりつようちえんちょうかい）は、東京都文京区湯島1-5-28　ナーベルお茶の水に本部を置く国公立の幼稚園、特別支援学校幼稚部の園長、教育機関の代表者等の団体である。国公立における就学前教育に関する調査研究、振興を目的とする。